# Sweet Lovin'
Sweet Lovin' è un singolo del DJ e produttore britannico Sigala, pubblicato il 4 dicembre 2015 come secondo estratto dal primo album in studio Brighter Days.
Il singolo ha visto la collaborazione del cantante britannico Bryn Christopher.

## Tracce
Download digitale - Singolo
1. Sweet Lovin' (feat. Bryn Christopher) (Radio Edit) – 3:22

Download digitale - EP
1. Sweet Lovin' (Re-Edit) – 4:13
2. Sweet Lovin' (Brookes Brothers Remix) – 3:46
3. Sweet Lovin' (Crookers Remix) – 5:43
4. Sweet Lovin' (Steve Smart Remix) – 4:21
5. Sweet Lovin' (Extended Mix) – 4:57